# Symfonie nr. 4 (Ritchie)
Anthony Ritchie voltooide zijn Symfonie nr. 4 in 2013. Het is een eendelige symfonie van deze Nieuw-Zeelandse componist. Hij is opgebouwd uit veertien secties. Die veertien secties verwijzen naar beelden, die Llew Summers schiep en veertien verhalen die Bernadette Hall schreef. Beide kunstuitingen werden gecombineerd tot een derde, het boek The way of the cross. Beelden en geschriften verwezen naar de laatste dagen van Jezus van Nazareth.  De beelden werden tentoongesteld in de Kathedraal van Christchurch. Die kathedraal werd zwaar beschadigd tijdens de aardbeving van 2011, nadat zij al eerder getroffen was door aardbevingen in 1881, 1888, 1901, 1922 en 2010. Ten tijde van het schrijven van de symfonie was het onbekend of de (delen van) kathedraal behouden zou blijven of dat zij gesloopt zou worden.
Het Symfonieorkest van Christchurch bestelde het werk met steun van de Universiteit van Otago, alwaar Ritchie docent is. Het orkest gaf dan ook de eerste uitvoering met sopraan Jenny Wollerman op 22 februari 2014, drie jaar na de aardbeving. Het geheel, uitgevoerd in het Luchtmachtmuseum van Christchurch, stond onder leiding van Tom Woods. Tijdens de uitvoering werden de tableaux en de tekst op een videowall weergegeven. Er volgden opnames voor compact disc en dvd. De symfonie werd door de pers goed ontvangen. De symfonie laat een mengeling horen van allerlei klassieke muziek, van traditioneel tot modern.
Het programma van die avond:
- Gareth Farr: Te Puna o Waiwhetu (voor de blazers en percussie van CSO); een fanfare van 3 minuten
- Jean Sibelius: Vioolconcert
- Anthony Ritchie: Symfonie nr. 4

De veertien delen (Stations) zijn:
- Station 1 - "I am very small, you are very big" - sopraan + orkest
- Station 2 - "My terrors" - orkest
- Station 3 - "I am a man who wakes from a dream" - sopraan + orkest
- Station 4 - "She weepeth sore in the night" - orkest
- Station 5 - "Ceased from their musick" - orkest (gebaseerd op een fragment uit Palestrina’s Missa Papae Marcelli)
- Station 6 - "Wide eyed, I have looked into the abyss" - orkest
- Station 7 - "My back curves like a whale breaching" - sopraan + orkest
- Station 8 - "The women are like a halo around me" - orkest
- Station 9 - "The wood is a hammer" - sopraan + orkest
- Station 10 - "Now I am as when I entered the world" - sopraan + orkest
- Station 11 - "My arm is a road through suffering and pain" - sopraan + orkest
- Station 12 - "Why have you abandoned me?" -orkest (gebaseerd op een fragment uit Bachs Johannespassie)
- Station 13- "For one split second everything holds its breath" - sopraan + orkest
- Station 14 - "Light flickering on the horizon" - sopraan + orkest

De instrumentatie is overeenkomstig klassieke symfonieën:
- 3 dwarsfluiten (III ook piccolo), 2 hobo’s, 1 althobo. 3 klarinetten (III ook basklarinet), 2 fagotten
- 4 hoorn, 3 trompetten, 3 trombones, 1 tuba
- pauken, 3 man/vrouw percussie met buisklokken, bellen, marimba, xylofoon, bekkens, grote trom en tamtam, harp
- violen, altviolen, celli, contrabassen